# ジェイアールバス東北盛岡支店

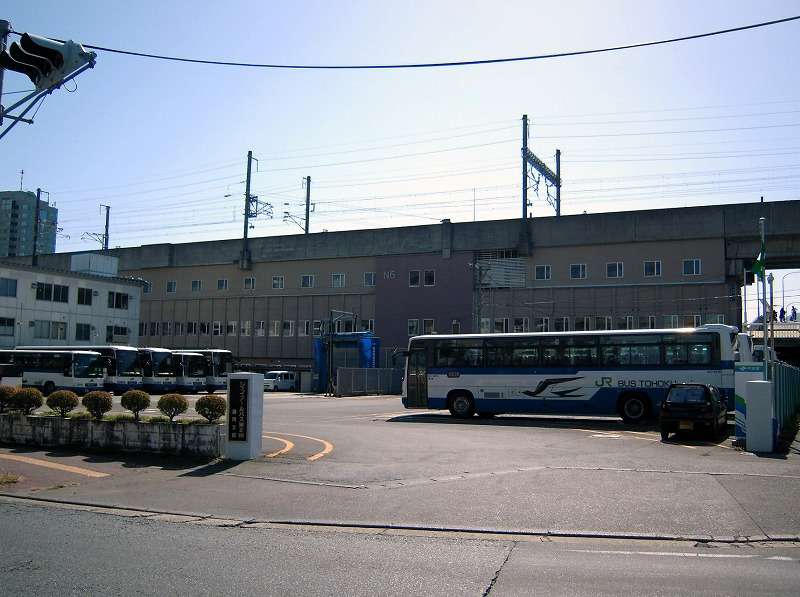
ジェイアールバス東北盛岡支店

ジェイアールバス東北盛岡支店（ジェイアールバスとうほくもりおかしてん）は、岩手県盛岡市JR東日本盛岡支社隣にあるジェイアールバス東北の営業所である。
ここでは盛岡支店大釜車庫、廃止された盛岡案内所、盛岡支店岩手支所、岩泉営業所、遠野営業所についても触れる。

## 盛岡支店

### 所在地
岩手県盛岡市駅前通1-41（JR東日本盛岡支社隣）

### 沿革
- 1984年（昭和59年） - 沼宮内自動車営業所盛岡在勤として開設。
- 1986年（昭和61年） - 沼宮内自動車営業所盛岡支所に改称。
- 1987年（昭和62年）4月1日 - 東日本旅客鉄道発足、東日本旅客鉄道東北自動車部沼宮内自動車営業所盛岡支所に改組。
- 1988年（昭和63年）4月1日 - ジェイアールバス東北営業開始、ジェイアールバス東北沼宮内営業所盛岡支所に改組。
- 1990年（平成2年）2月20日 - 盛岡支店に改称。
- 2022年（令和4年）3月12日 - 早坂高原線と平庭高原線において、交通系ICカード全国相互利用サービスによるICカードの利用が可能となったと同時に、岩手県北自動車の「iGUCA」を使用したIC定期券が利用開始となる[1][2]。

### 所管路線
- 早坂高原線（2003年4月から）

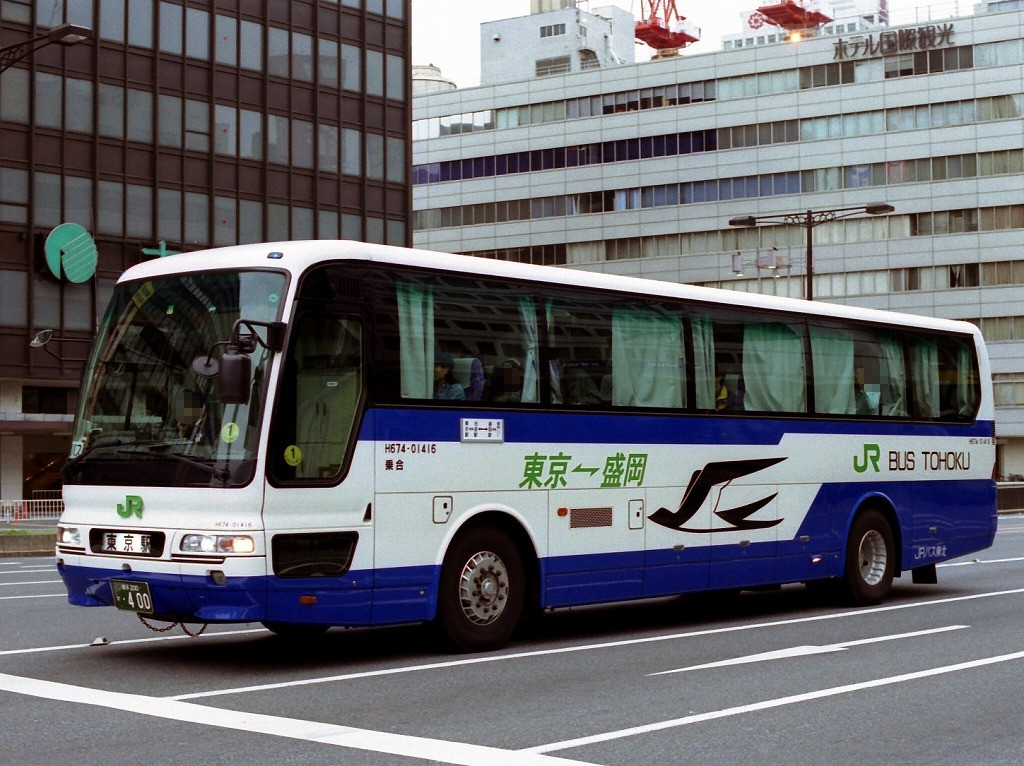
「ドリーム盛岡 (らくちん)号」に運用される盛岡支店所属車両

- 平庭高原線（車両は全便、乗務員は2022年3月より全便担当）
- スワロー号（車両は二戸支店担当、一部便の乗務員を2022年3月より担当）
- ドリーム盛岡 (らくちん) 号（2017年4月より乗務員も盛岡 - 福島西IC間で担当、2021年4月より盛岡 - 仙台宮城IC間に変更）
  - 新型コロナウィルスの影響による利用減を受け、2021年6月よりドリーム青森・東京号と統合され「ドリーム青森／盛岡・東京号」として臨時運行。
  - 「ドリーム青森／盛岡・東京号」は青森 - 仙台宮城IC間は青森支店、仙台宮城IC - 東京間は仙台支店・盛岡支店の乗務員が担当している。
- キャッスル号（一部便の乗務員のみ。車両は仙台支店所属）
  - 新型コロナウィルスの影響等による利用減を受け、2022年7月よりJRバス担当便は運休中。
- アーバン号
- 仙台 - 古川線（一部便の乗務員のみ、2013年4月から）

※高速バスについては、アーバン号と仙台発各路線を組み合わせた宿泊行路となっている。
※早坂高原線・平庭高原線は、地域間幹線系統として、国・岩手県の補助を受ける。

### 撤退路線
- 仙台 - 郡山線（一部便のみ／当初は乗務員のみ、末期は車両も通し運用）
- ヨーデル号
- 仙台・大館号（乗務員のみ。車両は仙台支店所属）
- 仙台 - 会津若松線（会津若松滞泊便のみ）
  - 2021年4月のダイヤ改正にて減便、会津若松滞泊運用が消滅したため撤退したが、他支店担当便は運行中。
- 仙台 - 福島線（一部便のみ、2017年4月から。ドリーム盛岡号との組み合わせ行路）
  - 2021年4月のダイヤ改正にて減便したため撤退したが、他支店担当便は運行中。
- 仙台 - 米沢線（乗務員のみ）
  - 福島支店に乗務員行路移管。
- 仙台 - 江刺線（2013年4月から）
  - 新型コロナウィルスの影響による利用減を受け、2020年8月より長期運休中。
  - 2021年4月のダイヤ改正にて廃止[4]。

## 大釜車庫

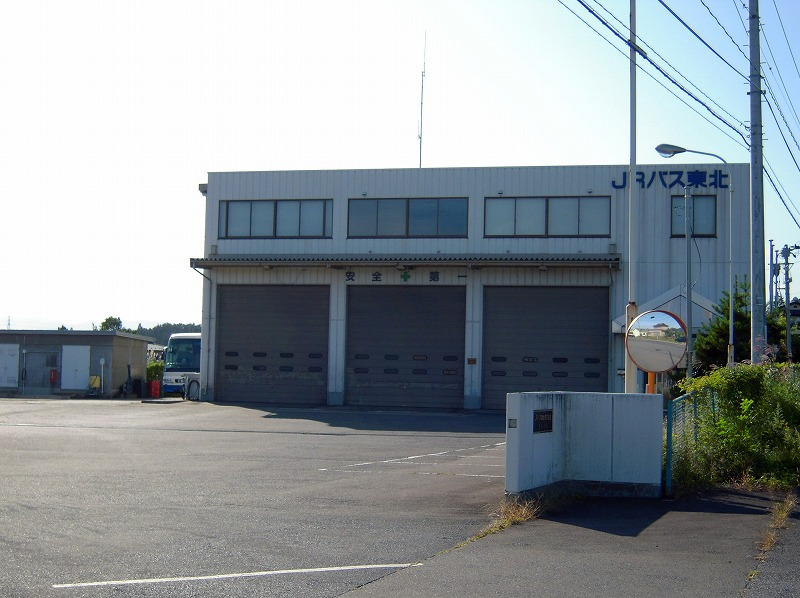
ジェイアールバス東北盛岡支店大釜車庫

### 所在地
岩手県滝沢市大釜吉水72番地1号（国道46号沿い）

### 沿革
- 1996年（平成8年）3月30日 - 秋田新幹線直通化に伴う田沢湖線の改軌工事開始により、当車庫を拠点として列車代行バス（盛岡 - 大曲間）の運行を開始。
- 1997年（平成9年）3月21日 - 列車代行バス運行終了。

## 盛岡案内所

### 所在地
岩手県盛岡市駅前通1番地48号（盛岡駅2階）

### 沿革
- 19xx年 - 開設。
- 2003年（平成15年）10月1日 - 盛岡駅東口から盛岡駅2階東西自由通路へ移転。自動券売機設置、マルス端末撤去。
- 2022年（令和4年）3月31日 - この日を以って窓口業務終了。自動券売機は継続営業。

## 岩手支所

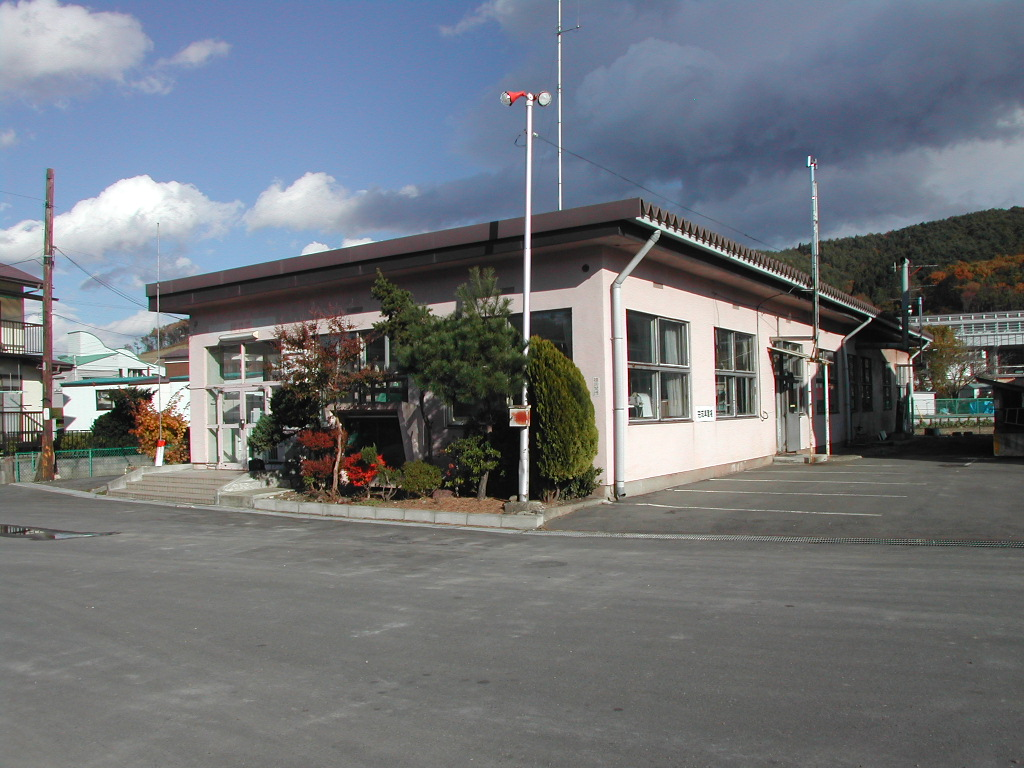
岩手営業所

岩手支所は岩手県岩手郡岩手町にあった。

### 沿革
- 1939年（昭和14年）11月25日 - 沼宮内自動車区として開設。
- 1959年（昭和34年） - 新庁舎落成。
- 1987年（昭和62年）4月1日 - 東日本旅客鉄道発足、東日本旅客鉄道東北自動車部沼宮内自動車営業所に改組。
- 1988年（昭和63年）4月1日 - ジェイアールバス東北営業開始、ジェイアールバス東北沼宮内営業所に改組。
- 1989年（平成元年） - 岩手営業所に改称。
- 1996年（平成8年） - 盛岡支店岩手支所に格下げ。
- 2004年（平成16年）3月31日 - 廃止。

### 当時の所管路線
- 沼宮内駅前にて平館線
- 大更線 - 1994年（平成6年）まで。
- 下屋敷循環線

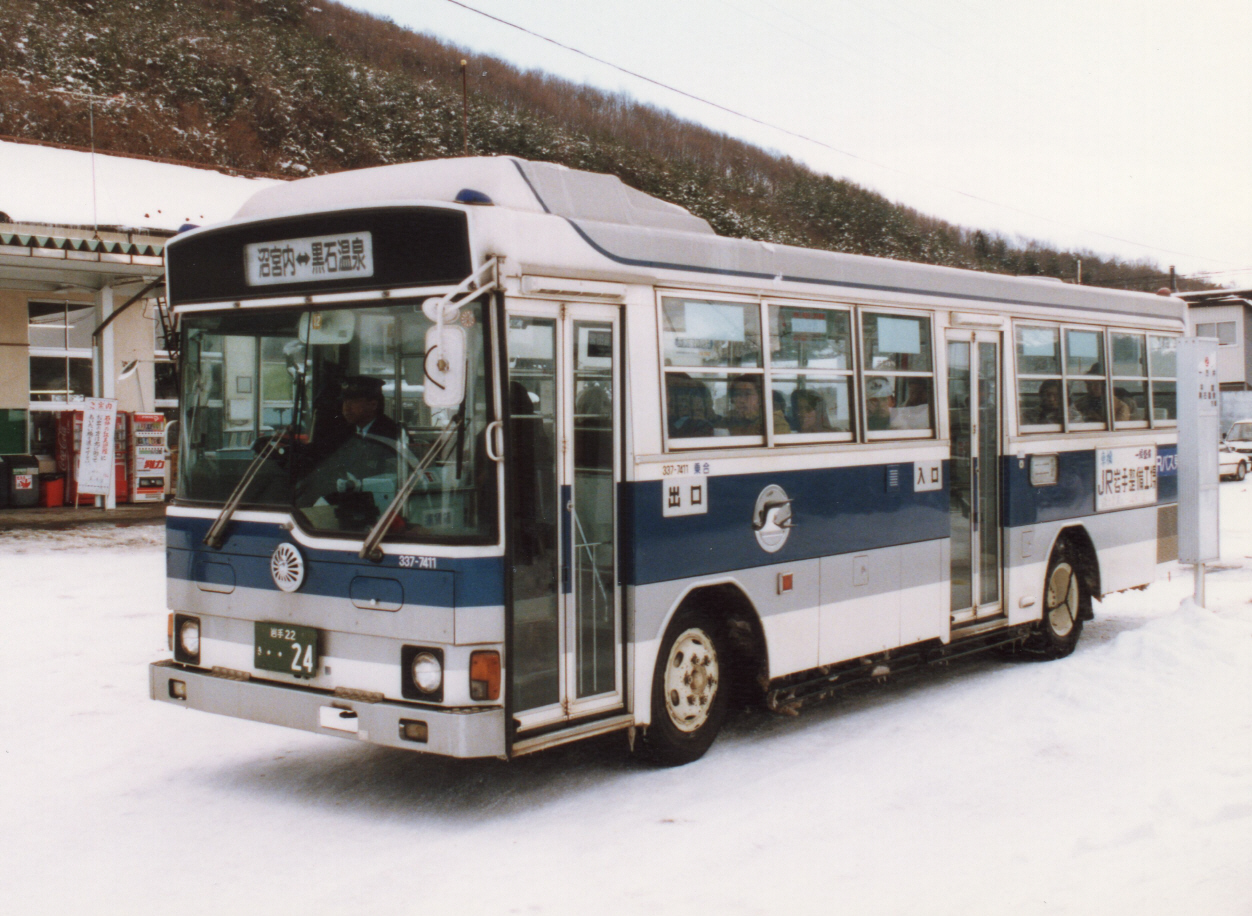
沼宮内駅前にて

  - 最後まで担当していた平舘線と下屋敷循環線は2004年4月1日からは岩手県北自動車に移管され、平舘線は一方井・黒石温泉線に、下屋敷循環線は大渡循環線にそれぞれ改称の上、運賃や停車停留所などの見直しを行った。

## 岩泉営業所
岩泉営業所は岩手県下閉伊郡岩泉町にあった。

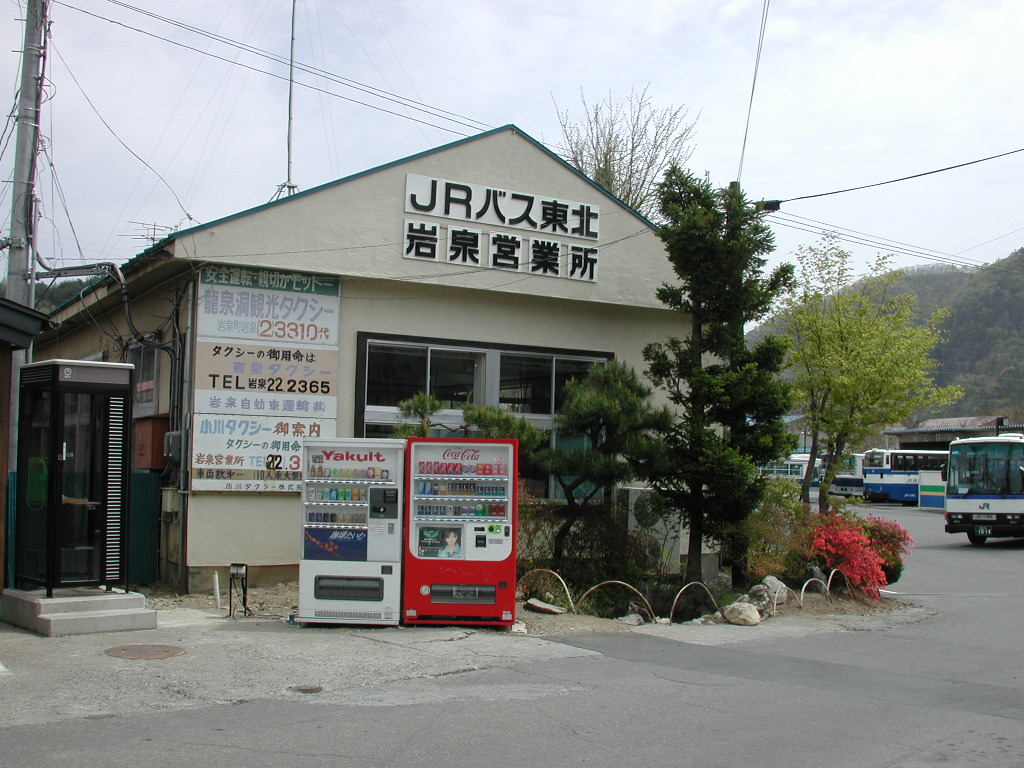
岩泉営業所

跡地は岩泉町に売却され「いわいずみこども園」となっており、一角に記念碑がある。岩泉営業所前バス停は岩泉三本松バス停に改称され、現在でものりばがそのまま残されている。

### 沿革
- 1947年（昭和22年）12月25日 - 仙台鉄道局岩泉自動車区として開設。
- 1987年（昭和62年）4月1日 - 東日本旅客鉄道発足、東日本旅客鉄道東北自動車部岩泉自動車営業所に改組。
- 1988年（昭和63年）4月1日 - ジェイアールバス東北営業開始、ジェイアールバス東北岩泉営業所に改組。
- 2003年（平成15年）3月31日 - 廃止[5]。

### 当時の所管路線
- 当時の車両陸中海岸線（1947年 - 2003年）
- 沼宮内線（1947年 - 2003年）
- 早坂高原線（1967年 - 2003年）
- 安家線
- 有芸線

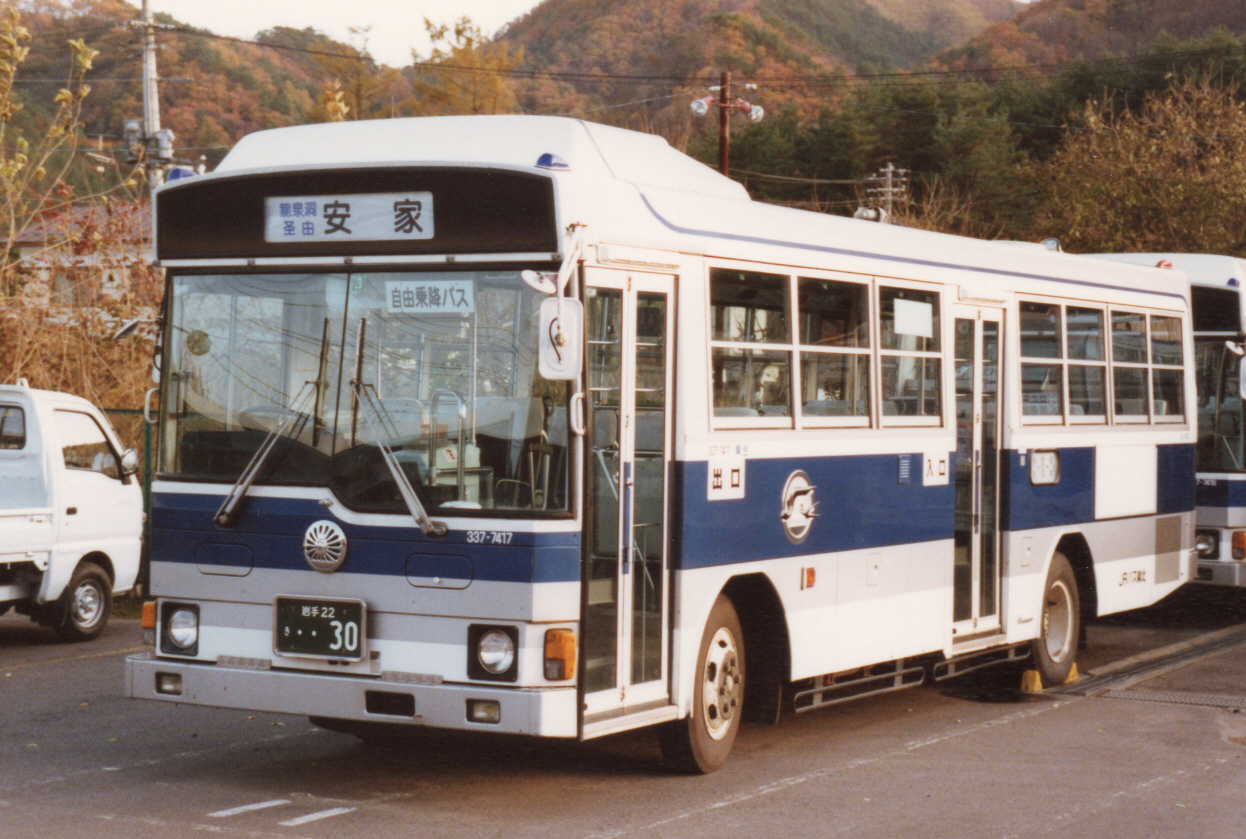
当時の車両

  - 早坂高原線は2003年4月1日からは担当が盛岡支店に変更になり、沼宮内線も葛巻 - 上荒沢口間のみの運行になった他は、岩泉町民バスに転換された。

## 遠野営業所
遠野営業所は岩手県遠野市にあった。

### 沿革
- 1947年（昭和22年）2月18日 - 仙台鉄道局遠野自動車区として開設。
- 1987年（昭和62年）4月1日 - 東日本旅客鉄道発足、東日本旅客鉄道東北自動車部遠野自動車営業所に改組。
- 1988年（昭和63年）4月1日 - ジェイアールバス東北営業開始、ジェイアールバス東北遠野営業所に改組。
- 2004年（平成16年）3月31日 - 廃止。

### 当時の所管路線
- 当時の車両遠野線（1947年 - 2004年）
- 遠野北線（1952年 - 1992年）
- 大洞線

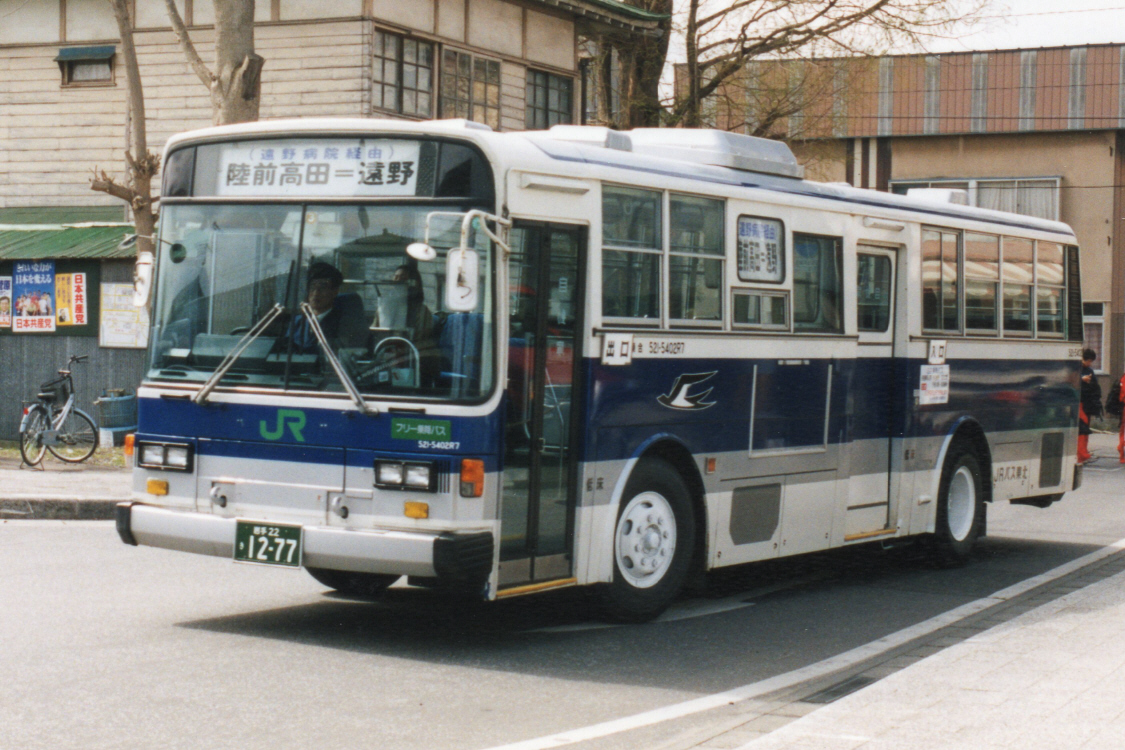
当時の車両

  - 最後まで担当していた遠野線は2004年4月1日からは岩手八日町で系統分割が行われ、遠野駅 - 岩手八日町間は住田交運が、岩手八日町 - 陸前高田駅間は岩手県交通陸前高田住田線として運行を開始した。2010年4月1日からは遠野 - 岩手八日町および岩手八日町 - 住田高校前が住田町コミュニティバスに転換された。